# Sutiã

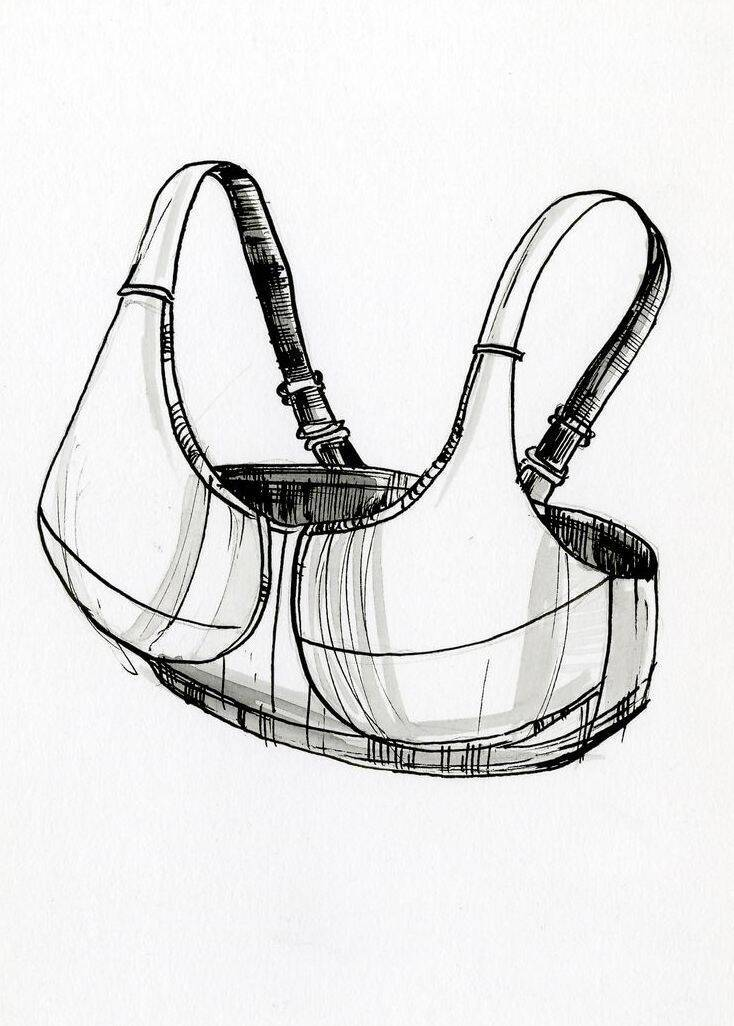
Desenho do sutiã feito por David Ring

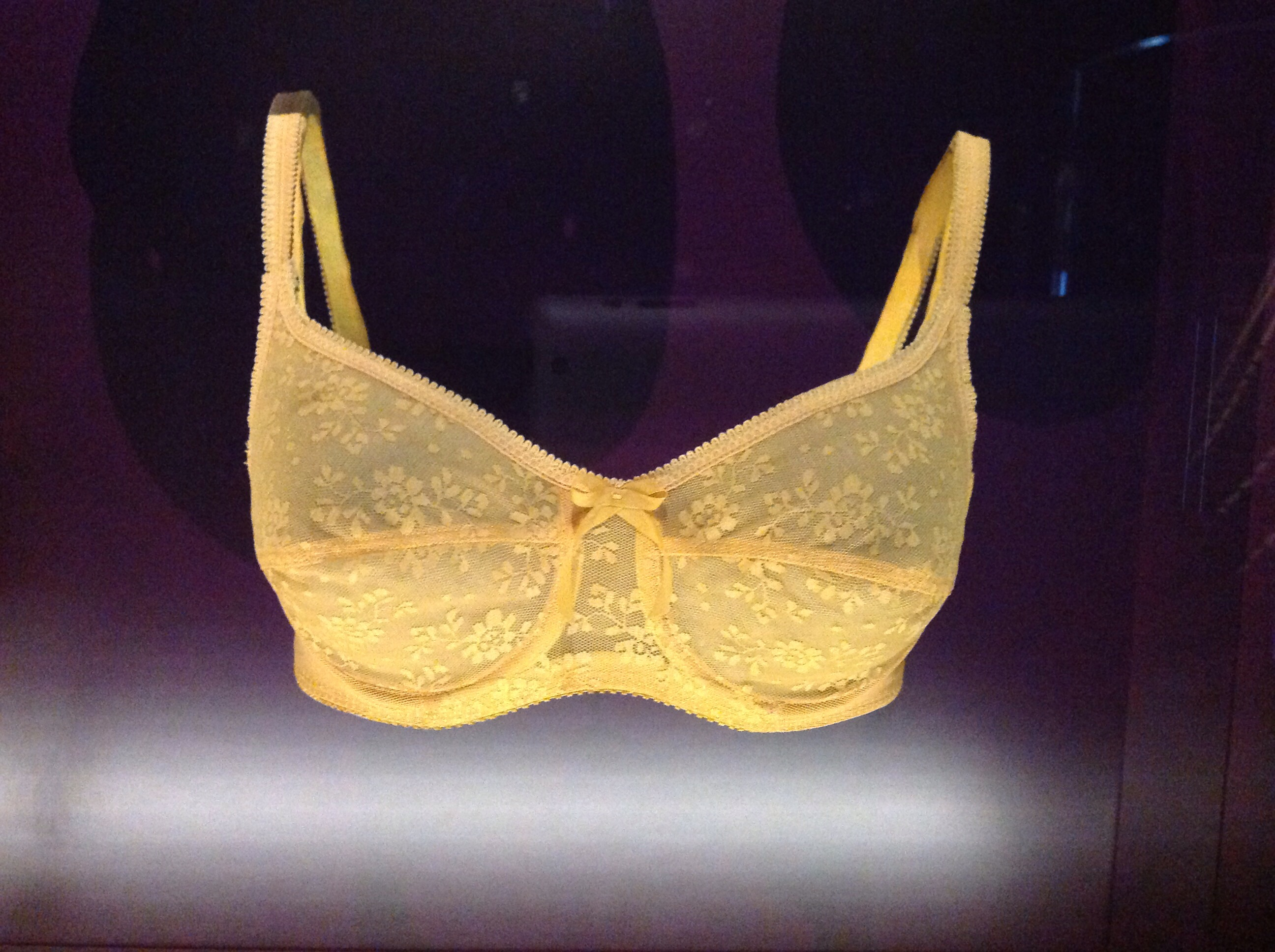
Sutiã na exposição "El cuerpo vestido" no Museu Del Disseny de Barcelona

O sutiã (do francês "soutien", que significa "apoio, proteção, segurança") é uma peça de lingerie desenvolvida para sustentar e modela as mamas.

## História
Especula-se que o costume de cobrir e sustentar os seios tenha se originado na Grécia antiga . No ano 2500 A.C. mulheres em Creta já cobriam seus seios. Nas cidades-estado gregas como Esparta, dizem que as mulheres amarravam os seios quando participavam de eventos esportivos para parecerem mais masculinas. Na antiguidade romana , as mulheres cobriam e sustentavam os seios com uma faixa peitoral. 
Em 2008, mais de 2.700 fragmentos têxteis foram descobertos durante trabalhos de reforma no teto entre o primeiro e o segundo andar do Schloss Lengberg ( Áustria ) no Tirol Ocidental, incluindo quatro proto-sutiãs de linho, que, de acordo com os resultados de sua datação por radiocarbono , eram do período entre 1440 e 1485 . Dois dos achados pareciam sutiãs contemporâneos, os outros dois pareciam camisas sem mangas com copas. 

Apesar da existência dos proto-sutiãs, os espartilhos tornaram-se as roupas essenciais para as mulheres da moda no mundo ocidental, desde o Renascimento até o início do século XX. O espartilho moldava os seios, a cintura, e às vezes os quadris. 

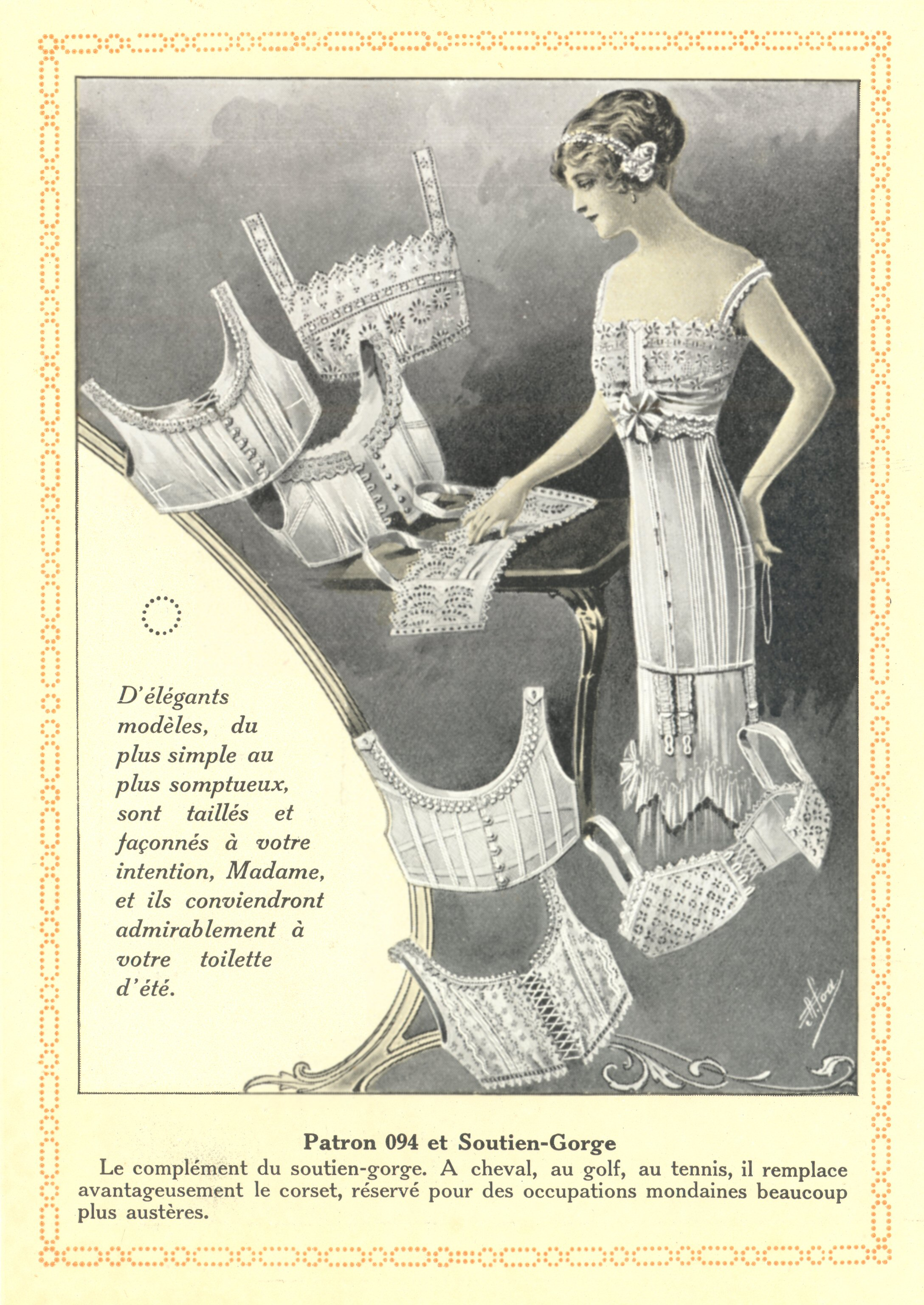
Cartaz francês que mostra o sutiã

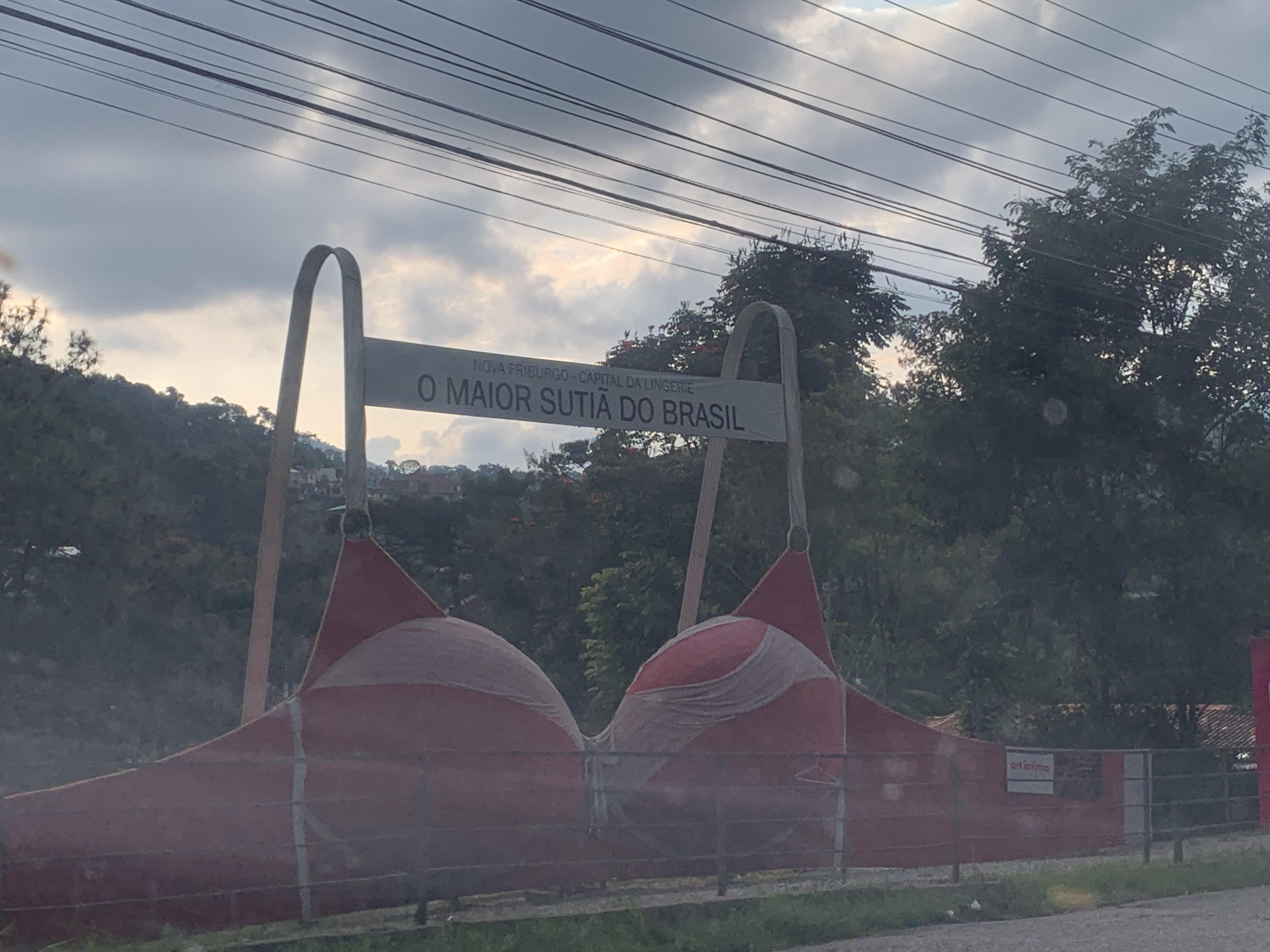
Maior sutiã do Brasil, localizado em Nova Friburgo, RJ

Durante o século 18, os espartilhos eram feitos com osso de baleia ou materias semelhantes, para moldar os corpos das mulheres em forma de cone, enfatizando uma cintura estreita. Os espartilhos da época não eram feitos com copas separadas.
Na década de 1790, vestidos neoclássicos de cintura alta que acentuavam os seios entraram na moda. Essa silhueta foi transportada para o início do século XIX e levou ao desenvolvimento de novos estilos de espartilho. O busto às vezes era destacado por copos contornados divididos por um “busk” (material rígido aramado) em um bolso frontal central que percorria o comprimento do torso do usuário. E durante 1800, os corpetes de busto eliminaram totalmente o tecido sobre a área cintura. 
A silhueta de ampulheta dominou a moda durante a segunda metade do século XIX. No início de 1900, um novo estilo de espartilho de frente reta repousava no baixo-busto e se estendia até os quadris. Assim, sua forma em curva “S” empurrava os seios para frente e pressionava o estômago e arqueava as costas. Apesar dos suportes de busto se tornarem mais comuns durante o século 20, patentes para esse tipo de roupa já haviam sido criadas desde a década de 1860. A patente de Luman L. Chapman, de 1863, já havia desenvolvido uma peça com bojos, alças elásticas nos ombros e ossos de baleia sob os seios. Ele tentou eliminar o atrito entre a pele e o tecido com um design que evitasse lesões.
Os suportes de busto foram gradualmente eclipsados por designs mais confortáveis e se tornam  conhecidos como “sutiãs” por essa característica, nos Estados Unidos.

## Evolução
O sutiã passou por diversas atribuições e mudanças ao longo do tempo. Alguns marcos significativos em sua história são:
- 1863 - Primeira patente de apoiador de seios, por Luman L. Chapman.
- 1888 - Primeira patente de sutiã de maternidade, por Emma Goodman.
- 1893 - Criação do primeiro sutiã "push-up", por Marie Tucek.

- 1904 - Primeira patente de sutiã esportivo, por Laura B. Lyon.
- 1909 - Primeiro sutiã com apoio de aro inferior, por Madeleine Gabeau.
- 1917 - Criação do primeiro sutiã sem alça, por DeBevoise.
- 1930 - Patente da alça ajustável.
- 1931 - Introdução do uso de letras para referenciar tamanho do bojo.[5]

## Forma e função

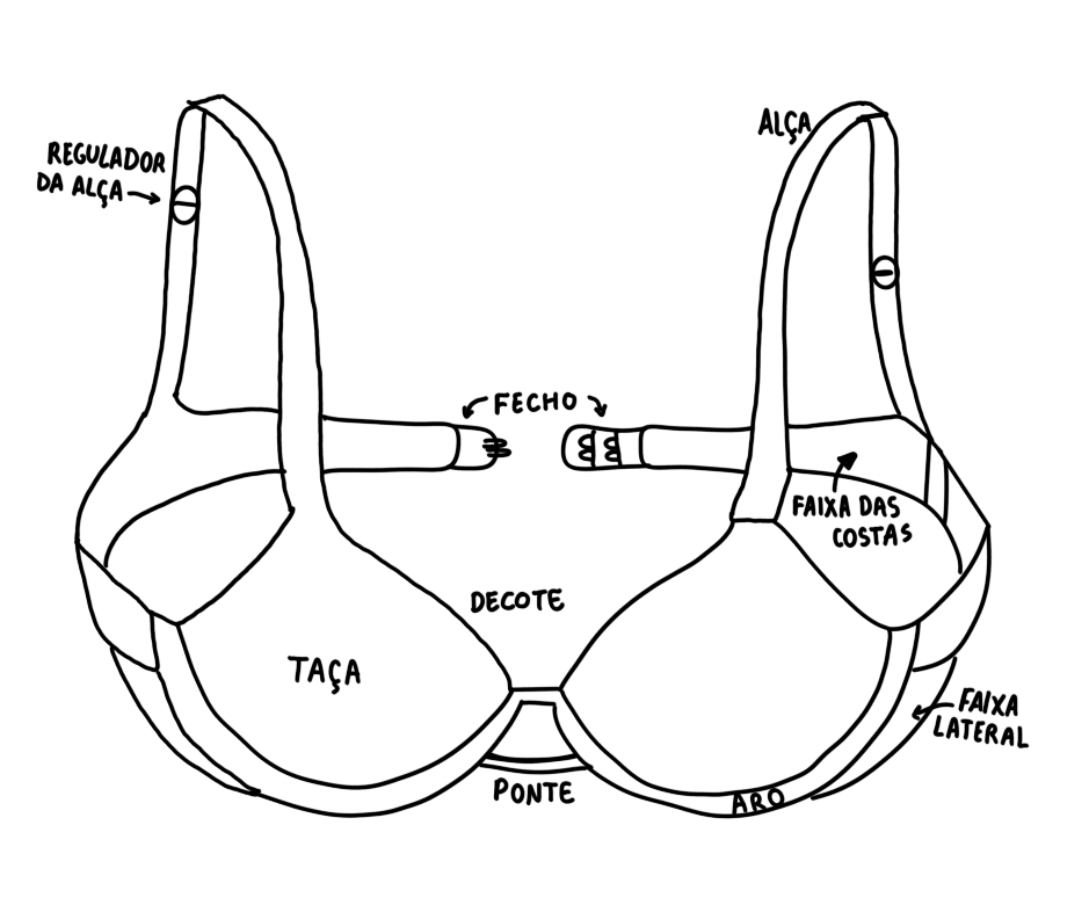
Esquema que mostra componentes do sutiã comum.

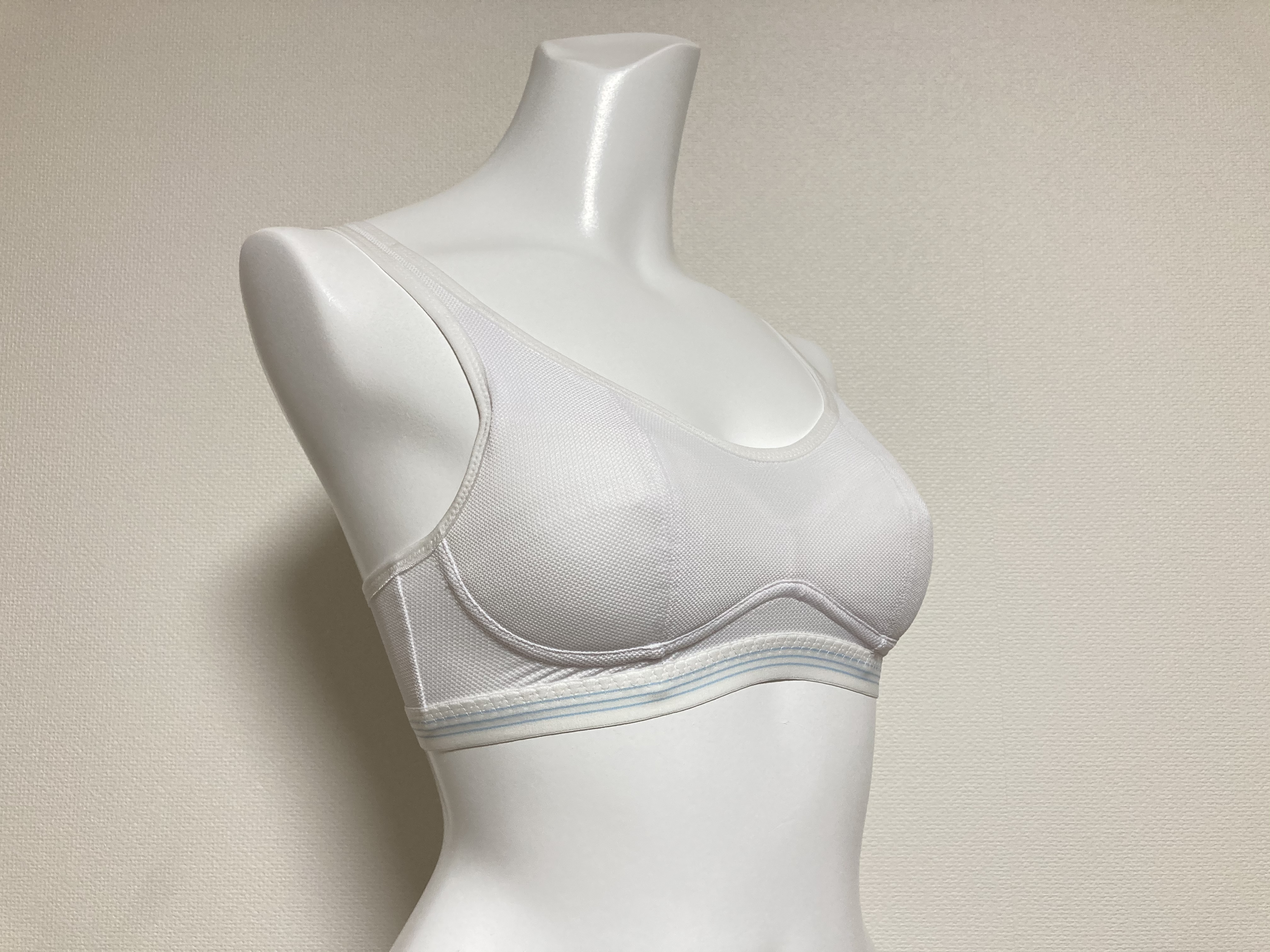
Modelo de sutiã esportivo.

O artefato foi, ao longo do tempo, desenhado e redesenhado, de acordo com as demandas de cada época. Apesar de existirem vastas opções de modelos, sua estrutura básica torna alguns dos elementos que o compõem comuns à maioria dos sutiãs, são eles: Taça (que fica em contato direto com os seios), ponte (que se localiza entre as taças), aro (arame semicircular que se encontra base das mamas), faixa lateral (posicionada abaixo das axilas), faixa das costas (comumente finalizada com fechos), reguladores de alça, alças, fecho e decote. Todos esses componentes podem variar de tamanho, material, formato dependendo do modelo. 
Devido ao grande número de variedades, a categorização foi facilitada em: sutiãs de moda, esportivo e para mulheres mastectomizadas. Cada categoria possui sua demanda a ser cumprida, por exemplo, sutiãs de moda em sua maioria têm foco na estética, enquanto o sutiã esportivo foi projetado para maior suporte aos seios durante a realização de atividades físicas.

## Ver mais
- Sutiã de aleitamento materno
- Sutiã com aro
- Tamanho do sutiã
- Calcinha
- Lingerie
- Biquíni
- Moda

## Ligações Externas
- A História do Sutiã
- Como surgiu o sutiã?
- História e surgimento do sutiã
- Os Sutiãs e o Século 20